# 河南瑞貝卡髪製品股份有限公司
瑞貝卡，瑞貝卡假髮或河南瑞貝卡髪製品股份有限公司（上交所：600439）位于中华人民共和国河南省许昌市，是世界上最大的假髮制造商。旗下有SLEEK，NOBLE，SINA，MODEL等假髮品牌。

## 历史
前身為1990年創建的許昌縣髮製品總廠和1993年3月20日中美合資成立的河南瑞貝卡髮製品有限公司，1999年10月24日完成股份制改造，同年11月11日股份公司掛牌成立。同年公司在尼日利亚开业。
瑞貝卡股票於2003年7月在上海證券交易所上市。